# Ataque de Nahal Oz (2023)
El ataque de Nahal Oz fue un asalto ejecutado por Hamás y otros grupos palestinos contra la base militar de Nahal Oz y el kibutz adyacente, ambos cercanos a la frontera de la Franja de Gaza, llevado a cabo durante la mañana del 7 de octubre de 2023. El ataque, que formó parte de la denominada operación Inundación de Al-Aqsa, supuso la muerte de sesenta soldados y quince civiles israelíes. Además, siete soldados y ocho civiles fueron secuestrados y llevados a la Franja de Gaza.

## Contexto
Nahal Oz es un kibutz situado al sur de Israel, en la parte noroeste del desierto del Néguev, cerca de la frontera con la región palestina de la Franja de Gaza. En 2021 tenía una población de 471 habitantes. Fundado en 1951, es famoso en la historia israelí por un acontecimiento que tuvo lugar en 1956, cuando el oficial de seguridad del kibutz, Ro'i Rothberg, fue asesinado por infiltrados procedentes de la Franja de Gaza. Durante su funeral, el entonces jefe del Estado Mayor israelí, Moshé Dayán, leyó un elogio fúnebre en el que destacaba los retos a los que se enfrentaba el todavía joven Estado de Israel y en el que descargaba de culpa a los palestinos que habían matado a Rothberg: «Por qué deberíamos denunciar su intenso odio hacia nosotros? Durante ocho años han estado sentados en sus campos de refugiados en Gaza y, ante sus ojos, nosotros hemos estado transformando las tierras y las aldeas donde ellos y sus padres vivían en nuestro Estado».
Según el derecho internacional, las milicias y grupos paramilitares no tienen prohibido atacar objetivos militares pertenecientes a ejércitos estatales; los ataques de milicias contra objetivos militares y los ataques militares contra milicias son igualmente permisibles según el derecho internacional. Sin embargo, el ataque al kibutz fue ilegal según el derecho internacional, exactamente igual que cualquier ataque contra viviendas civiles llevado a cabo por cualquiera de las partes en conflicto.

## Ataque a la base militar
En la base militar de Nahal Oz, a las Brigadas de Ezzeldin Al-Qassam de Hamás se les unieron las Brigadas Al-Quds de la Yihad Islámica Palestina.
Según las investigaciones iniciales, entre 40 y 50 milicianos palestinos se infiltraron a través del sistema de vallas y se dirigieron hacia la base militar de Nahal Oz.
Los milicianos se enfrentaron brevemente con los guardias que custodiaban la puerta y, tras abatirlos, accedieron a la base destruyendo pronto gran parte de las instalaciones y del equipo que había en su interior. Los soldados en la base fueron sorprendidos y la mayoría de ellos murieron. En el centro de control de la base, los oficiales y los soldados se atrincheraron y trataron de comunicarse con las fuerzas armadas israelíes para dirigir a los helicópteros de combate contra los grupos de milicianos. Un comandante de batallón y dos comandantes de pelotón intercambiaron disparos con los milicianos fuera del centro de control. El tiroteo continuó hasta que los milicianos lanzaron explosivos en el interior de la sala, matando a muchos de los soldados.
En el momento del ataque, 27 soldados de la Unidad 414 del Cuerpo de Reconocimiento, Inteligencia y Combate israelí estaban de servicio en la base y fueron muertos o capturados por Hamás. Todos los soldados de la Unidad 414 en Nahal Oz eran mujeres. Su misión era realizar misiones de reconocimiento en la frontera con la Franja de Gaza, así como operar por control remoto las torretas artilladas emplazadas en la barrera fronteriza. A la mayoría de las soldados de Nahal Oz no se les había proporcionado pistolas o rifles para defenderse a pesar de que su puesto militar estaba a menos de un kilómetro de la Franja. Para cuando Hamás atacó, la base sólo contaba con unos pocos soldados armados, que fueron derrotados fácilmente. Las soldados desarmadas de la Unidad 414 se escondieron en un refugio antiaéreo y casi todas murieron o fueron capturadas. Según el ejército israelí, veinte soldados de la Unidad 414 murieron en combate en la base de Nahal Oz y seis más fueron catalogados de desaparecidos.
Los milicianos palestinos usaron una sustancia inflamable que, además, liberaba gases tóxicos que causaban asfixia en cuestión de minutos. Más de dos meses después del ataque, la investigación del ejército israelí aún no había podido determinar con exactitud el tipo de sustancias químicas utilizadas. De los 22 soldados que se refugiaron en el edificio que alberga el centro de mando de los soldados de vigilancia, sólo siete lograron salir por una pequeña ventana del baño y sobrevivir a los gases tóxicos.
Los padres de las jóvenes de 18 y 19 años que conformaban la unidad de vigilancia y que estaban desarmadas en el momento del ataque sintieron que sus hijas habían sido abandonadas por los oficiales al mando:
 «En última instancia, los que consiguieron escapar del Centro de Operaciones de Emergencia fueron oficiales que dejaron atrás a las chicas. ¿Desde cuándo son los oficiales los primeros que huyen? Ellas eran soldados sin experiencia de combate y sin armas, y ellos huyeron los primeros y las abandonaron. Ellas murieron, fueron quemadas vivas, y todo esto es algo que debe decirse». Declaración de los padres de la Sargento Roni Eshel, de 19 años, soldado de vigilancia muerta en el ataque a la base de Nahal Oz. En cuanto al 13.º Batallón de la Brigada Golani, una brigada de élite del ejército israelí, sufrió un total de 41 muertos, lo que supuso un mayor número de bajas mortales que durante la guerra de los Seis Días y la guerra de Yom Kippur juntas. El cuartel general del batallón estaba en la base militar de Nahal Oz, pero muchos soldados de la Brigada Golani estaban dispersos a lo largo de la barrera fronteriza y no defendiendo la base. Los edificios de vigilancia de Nahal Oz y su equipo informático fueron destruidos durante la primera hora de invasión.

## Ataque al kibutz
Paralelamente a los acontecimientos en la base militar de Nahal Oz, entre 20 y 100 milicianos se infiltraron en el vecino kibutz. Los milicianos irrumpieron en las casas, secuestraron a algunos habitantes del kibutz y mataron a otros quince. El equipo de seguridad del kibutz respondió y luchó contra los milicianos durante horas. El coordinador de seguridad del kibutz, Ilan Fiorentino, murió en los combates. Además, una unidad de oficiales de la Policía de Fronteras de Israel que había sido enviada a la zona una semana antes llegó al kibutz y participó en los combates. Uno de sus agentes, Yaakov Krasniansky, murió mientras luchaba contra milicianos; su cuerpo fue encontrado junto a los cadáveres de cinco de ellos. Varios agentes más de la Policía de Fronteras resultaron heridos.
Cerca de las 11:30, unos cien soldados israelíes de la Brigada Givati, originalmente destinada a Sederot, se desviaron hacia Nahal Oz y llegaron al kibutz. Los combates continuaron hasta que llegaron refuerzos del ejército israelí que mataron a los restantes milicianos tanto en el kibutz como en la base militar. En el kibutz, las tropas fueron puerta por puerta matando a milicianos. Cuando finalmente fue despejado, los civiles salieron de las habitaciones del pánico que habían instalado en sus casas. Después de recuperar el control del kibutz, el ejército israelí siguió repeliendo intentos aislados de milicianos de acceder a este con motocicletas y otros vehículos. La resistencia plantada por la seguridad del kibutz, la policía de fronteras y los soldados probablemente impidió que las víctimas del ataque llegasen a las cifras de otras localidades como Nir Oz o Kfar Aza.
Entre las víctimas del ataque al kibutz se encontraban el fotógrafo de Israel Hayom, Yaniv Zohar, y la mayor parte de su familia, así como  Eden Nimri, un nadador israelí de nivel internacional. En un principio se informó de 12 civiles muertos y 20 desaparecidos. Sin embargo, informes posteriores confirmaron que quince civiles de Nahal Oz habían sido asesinados en el ataque, incluido un estudiante de Tanzania cuyo cuerpo fue tomado como rehén. En total, ocho rehenes fueron llevados desde Nahal Oz hasta la Franja de Gaza.
A los habitantes del kibutz de Nahal Oz se les permitió regresar a sus hogares, bajo diversas restricciones, en abril de 2024. La base militar fue derruida.